# Reiser Herrera
Reiser Herrera Nuñez (Moyobamba, 29 de mayo de 1992) es un futbolista peruano. Juega de volante y actualmente está sin equipo. Tiene 32 años.

## Clubes
| Club              | País | Año         |
| ----------------- | ---- | ----------- |
| Coronel Bolognesi | Perú | 2010        |
| Deportivo Coopsol | Perú | 2011 - 2015 |
| Coopac NSR        | Perú | 2016        |
| ADA               | Perú | 2017        |
| Bellavista FC     | Perú | 2018        |
| Unión Comercio    | Perú | 2019        |